# Trithuria inconspicua
Trithuria inconspicua is een plantensoort uit de familie Hydatellaceae. Het is een waterplant die een groeihoogte bereikt tussen de 15 en 55 millimeter. De plant heeft talloze onomhulde, fijne haarachtige bladeren die in waaiers zijn gerangschikt. De bloeiwijze is onopvallend; de bloemen groeien aan 20 tot 40 millimeter lange stengels.
De soort is endemisch in Nieuw-Zeeland. De soort telt twee ondersoorten. Trithuria inconspicua subsp. inconspicua komt voor in duinmeren in de regio Northland, gelegen in het verre noorden van het Noordereiland. Trithuria inconspicua subsp. brevistyla komt voor in glaciale meren in Fiordland, gelegen in het zuidwesten van het Zuidereiland.
De plant groeit in zoetwatermeren op een diepte tussen de 5 en 7 meter. De plant geeft de voorkeur aan betrekkelijk stabiele substraten, maar groeit ook in fijn zand, grind en organische modder.

## Ondersoorten
- Trithuria inconspicua subsp. brevistyla
- Trithuria inconspicua subsp. inconspicua

## Synoniemen
- Hydatella inconspicua (Cheeseman) Cheeseman